# Philine angasi
Philine angasi es una especie de molusco gasterópodo de la familia Philinidae.

## Distribución geográfica
Se encuentra  en Nueva Zelanda.